# Geely Auto
Geely Auto este marca principală de mașini a grupului chinez Geely. Listată ca Geely Automobile Holdings Ltd. la Bursa de Valori din Hong Kong și controlată prin participații în Zhejiang Geely Holding Group Co, Geely Auto este marca principală a ZGH vândută în principal în China și pe piețele selectate de peste mări.
Geely Auto este marca originală a grupului. Produsele Geely Auto sunt împărțite în trei epoci din era 1.0 (1997-2007), era 2.0 (2007-2014), era 3.0 (2014-prezent). Înainte de era actuală 3.0, produsele Geely Auto erau vândute și sub diferite mărci, inclusiv Emgrand, Englon, Gleagle și Shanghai Maple. După intrarea în era 3.0, toate celelalte mărci au fost întrerupte, iar produsele lor s-au consolidat sub marca Geely Auto.
Mașinile Geely sunt fabricate folosind o platformă de arhitectură modulară, desemnată prin acronimele CMA, BMA, NL, FE și KC.

## Produse

### Actual
Seria CMA (China Star).
- 2019 – Geely Xingyue (星越 Xingyue) crossover compact Fastback CMA
- 2021 – Geely Xingyue L (星越L Xingyue L) crossover compact CMA
- 2020 - Geely Xingrui (星瑞Xingrui) sedan CMA din segmentul C

Noua serie de modele
- 2019 – Geely Jiaji MPV
- 2020 – Geely Icon Subcompact crossover BMA
- 2020 - Geely Haoyue (豪越 Haoyue) SUV crossover de dimensiuni medii

Seria Emgrand (帝豪Dihao).
- 2021 - Crossover compact Emgrand S
- 2021 – Noul Emgrand (Noul Emgrand Xin Dihao) Sedan compact BMA
- 2022 - Emgrand L Compact sedan

Seria Bo (Departamentul Bo).
- 2016 – Geely Boyue (博越 Boyue) / 2020 – Crossover compact Geely Boyue Pro
- 2022 – Geely Boyue L (博越L Boyue L) SUV compact CMA
- 2018 – Geely Borui GE sedan din segmentul D

Bin（缤系） series
- 2018 – Geely Binyue (缤越 Binyue) Crossover subcompact BMA
- 2018 – Geely Binrui (缤瑞 Binrui) sedan BMA din segmentul C

Seria Vision (Yuanjing).
- 2018 – Geely Vision (Vision Yuanjing FC3) Sedan compact
- 2016 – Crossover compact Vision X6 (远景 Yuanjing X6 SUV)

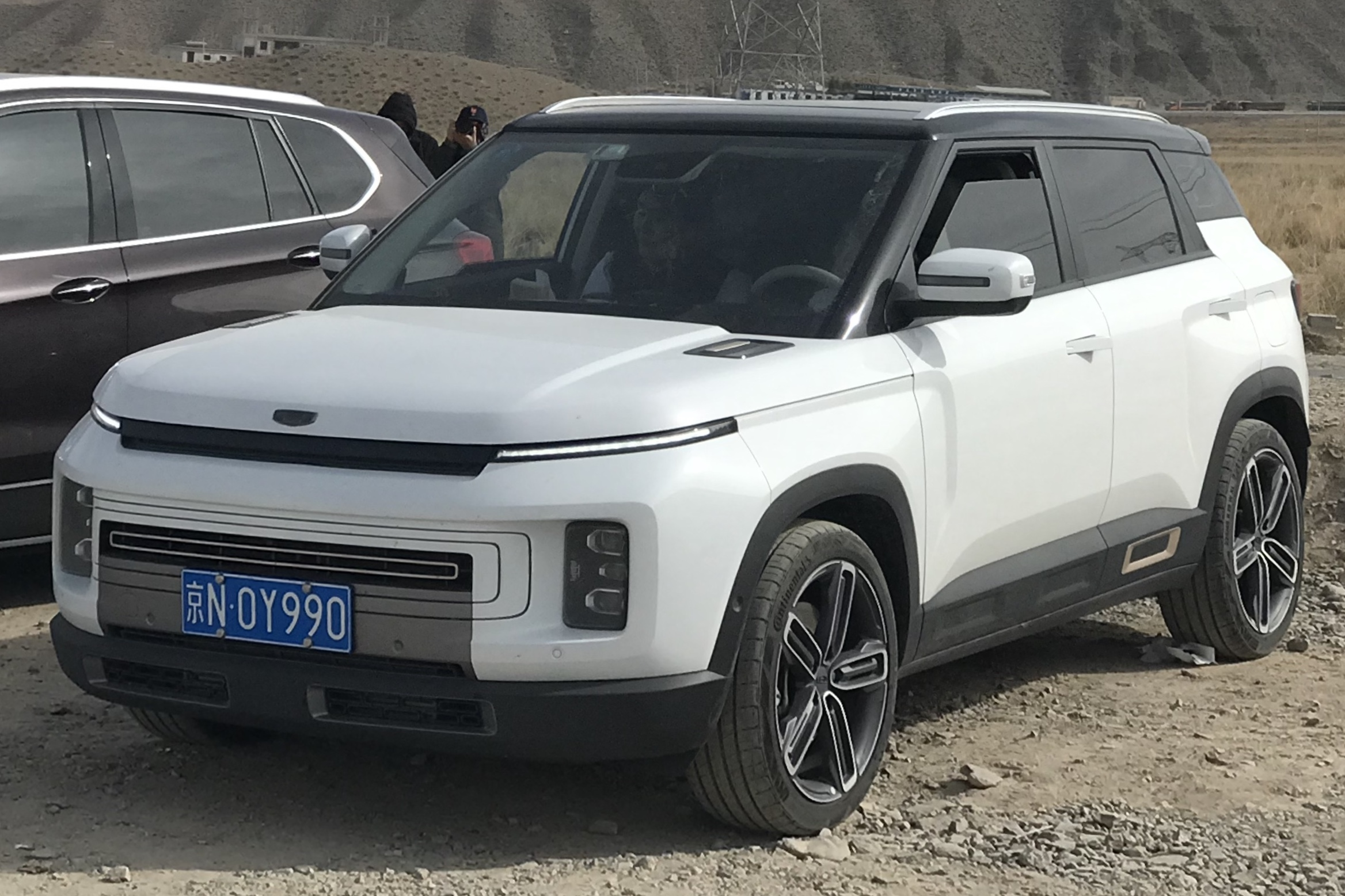
Geely Icon
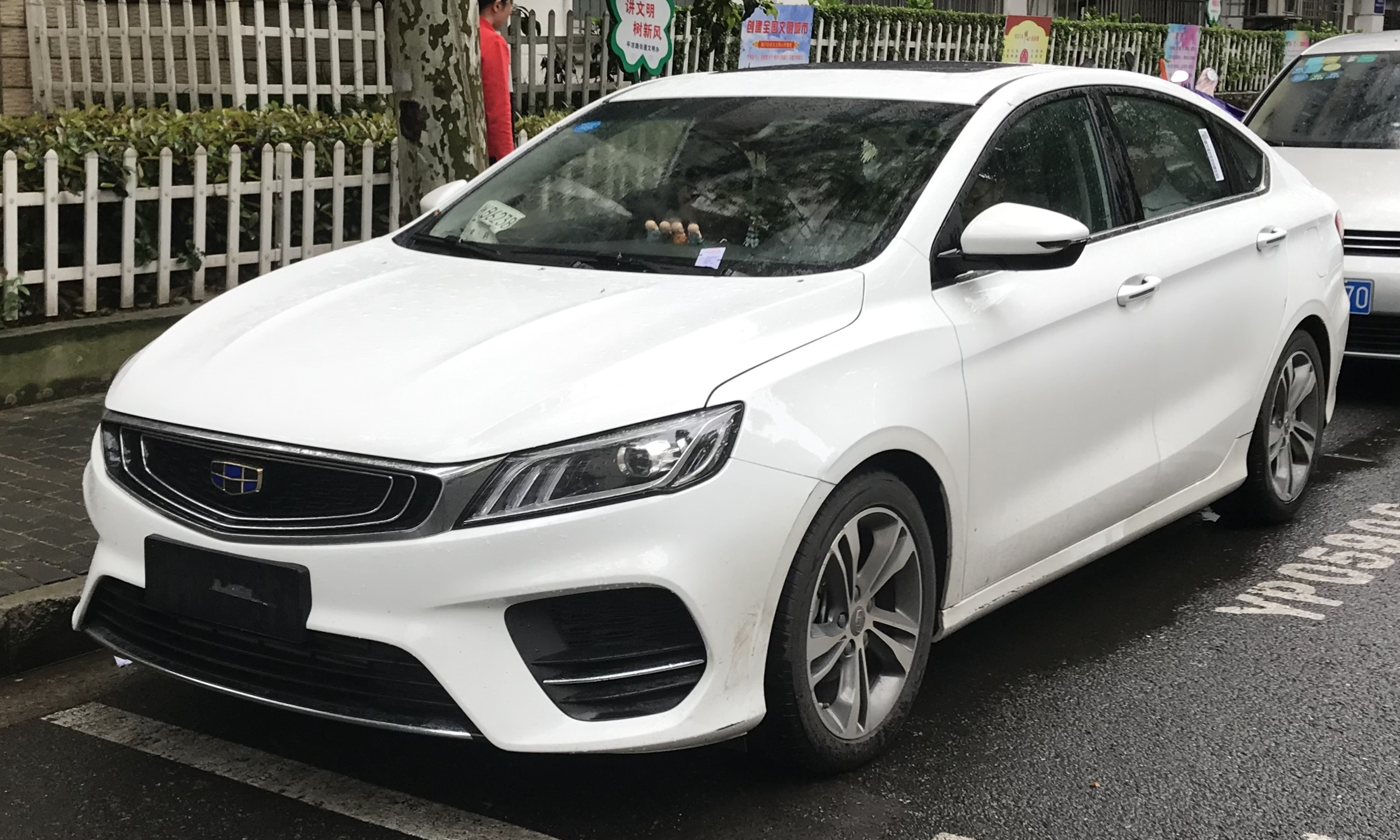
Geely Binrui
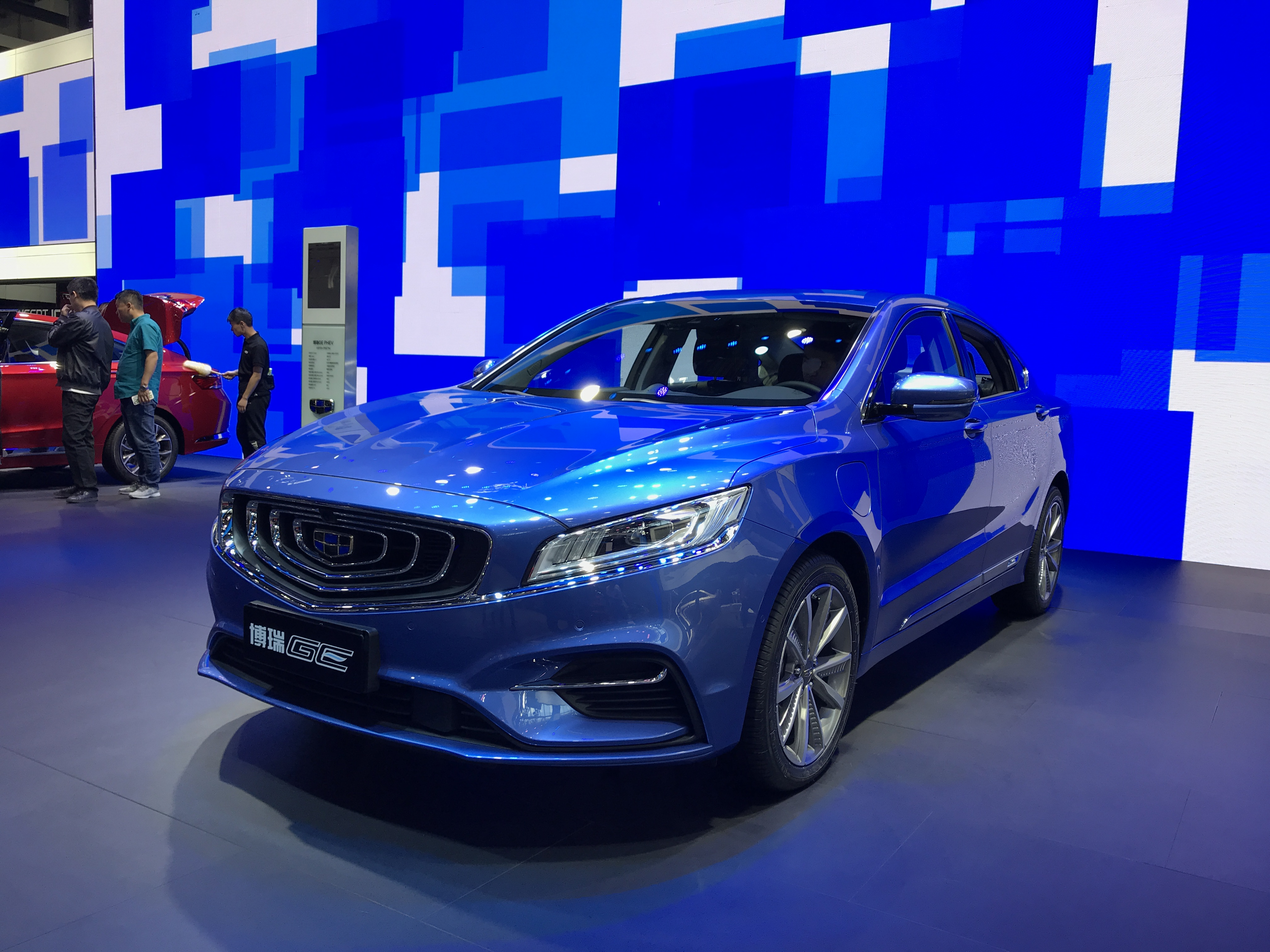
Geely Borui
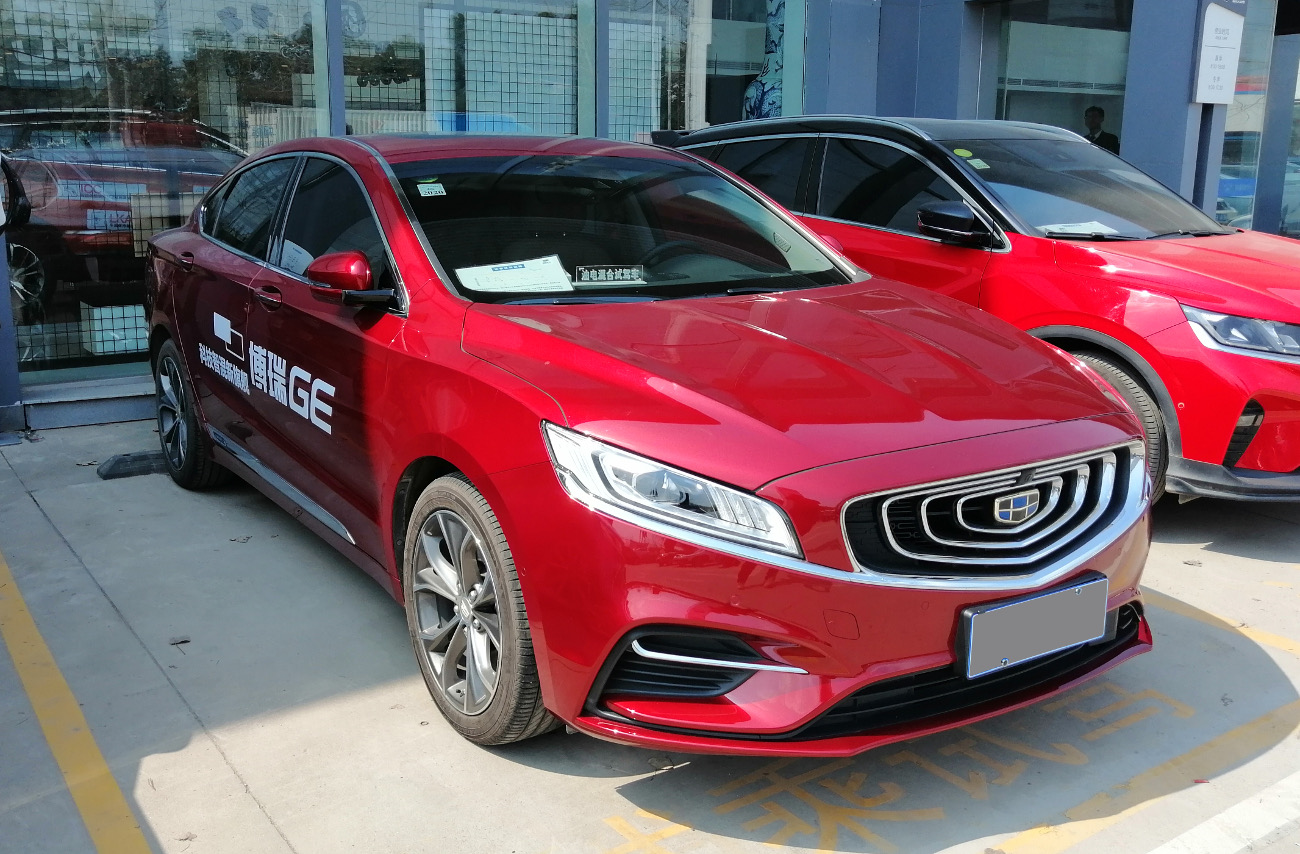
Geely Borui GE
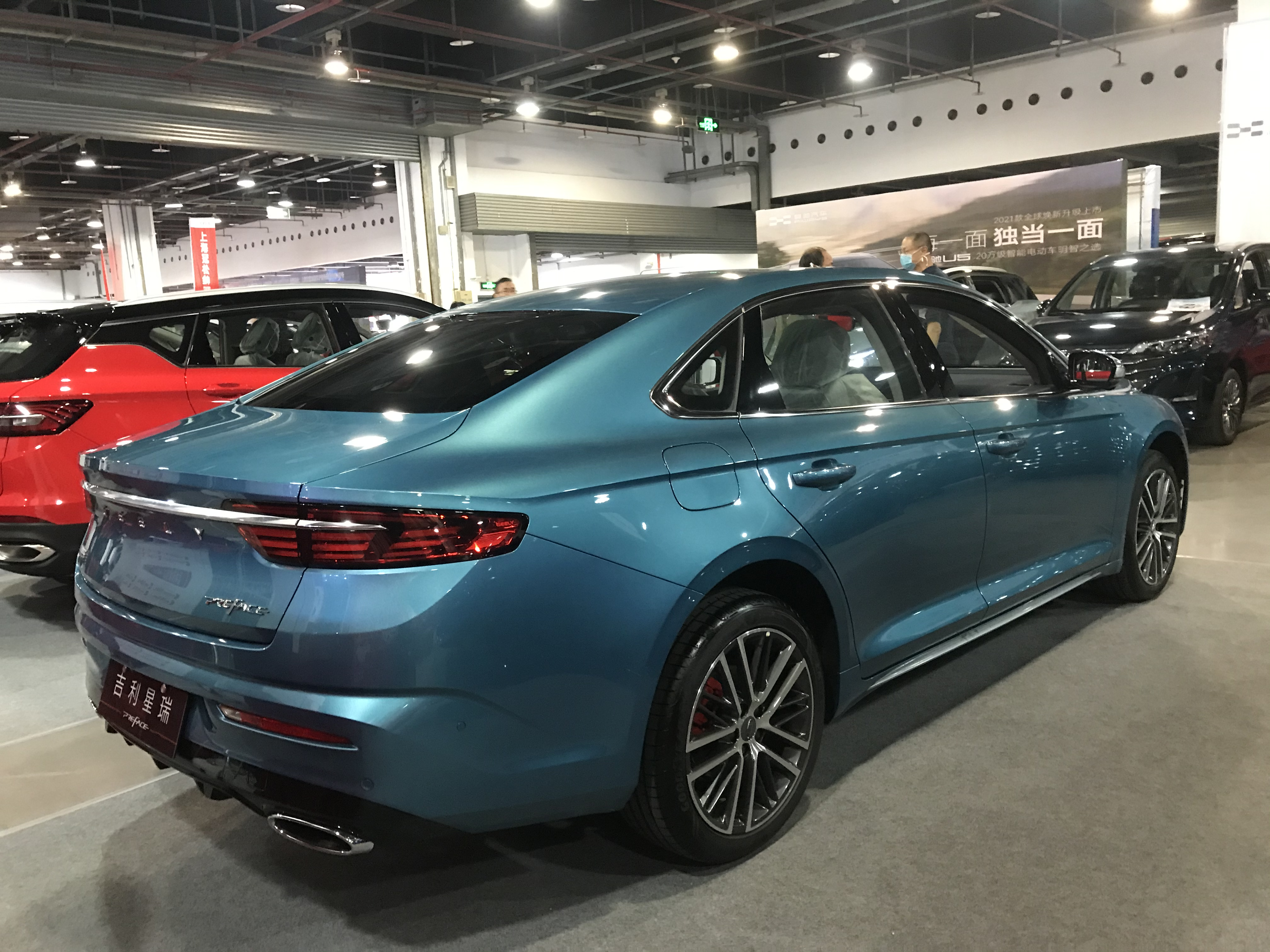
Geely Preface
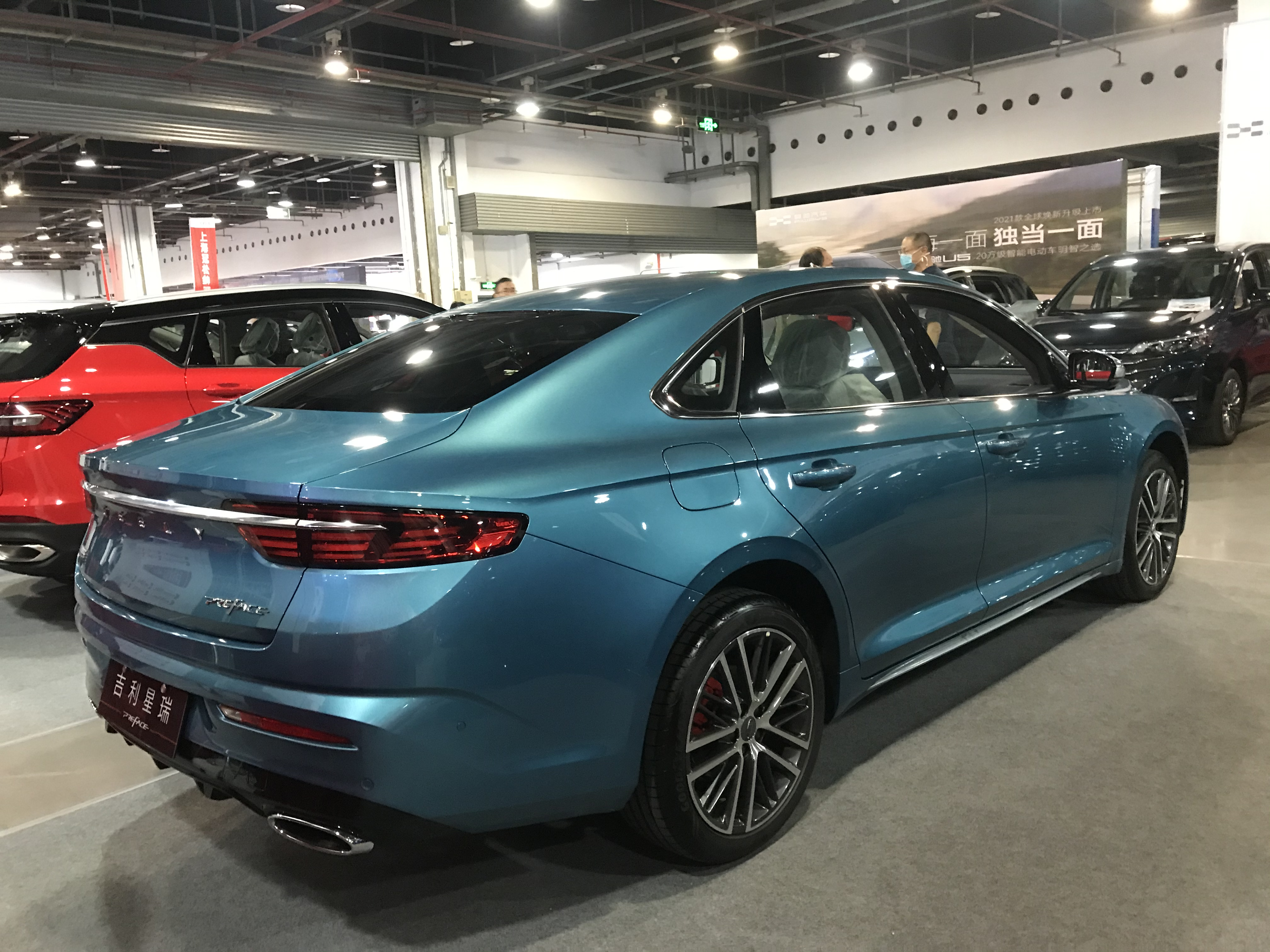
Geely Preface
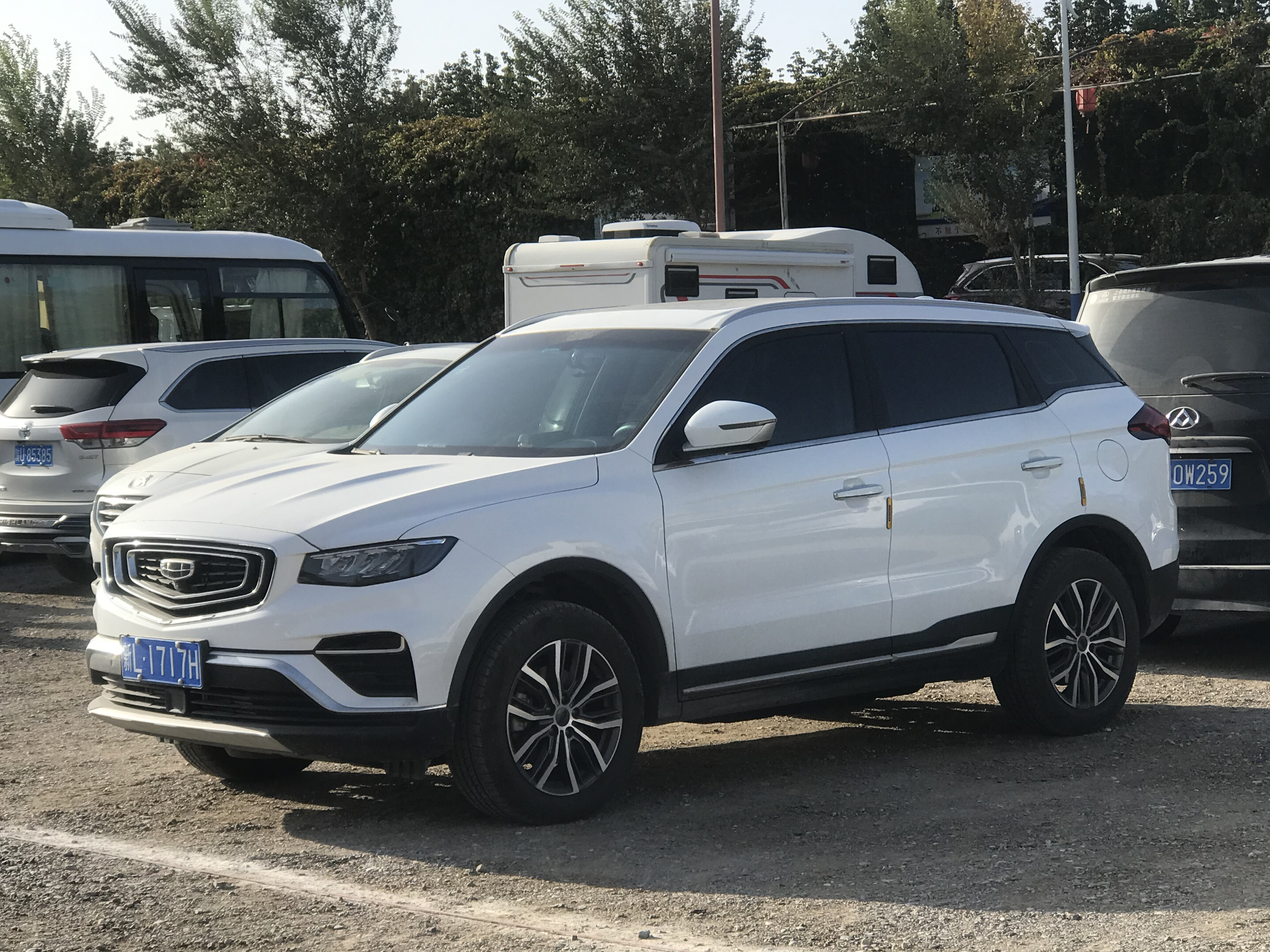
Geely Boyue Pro
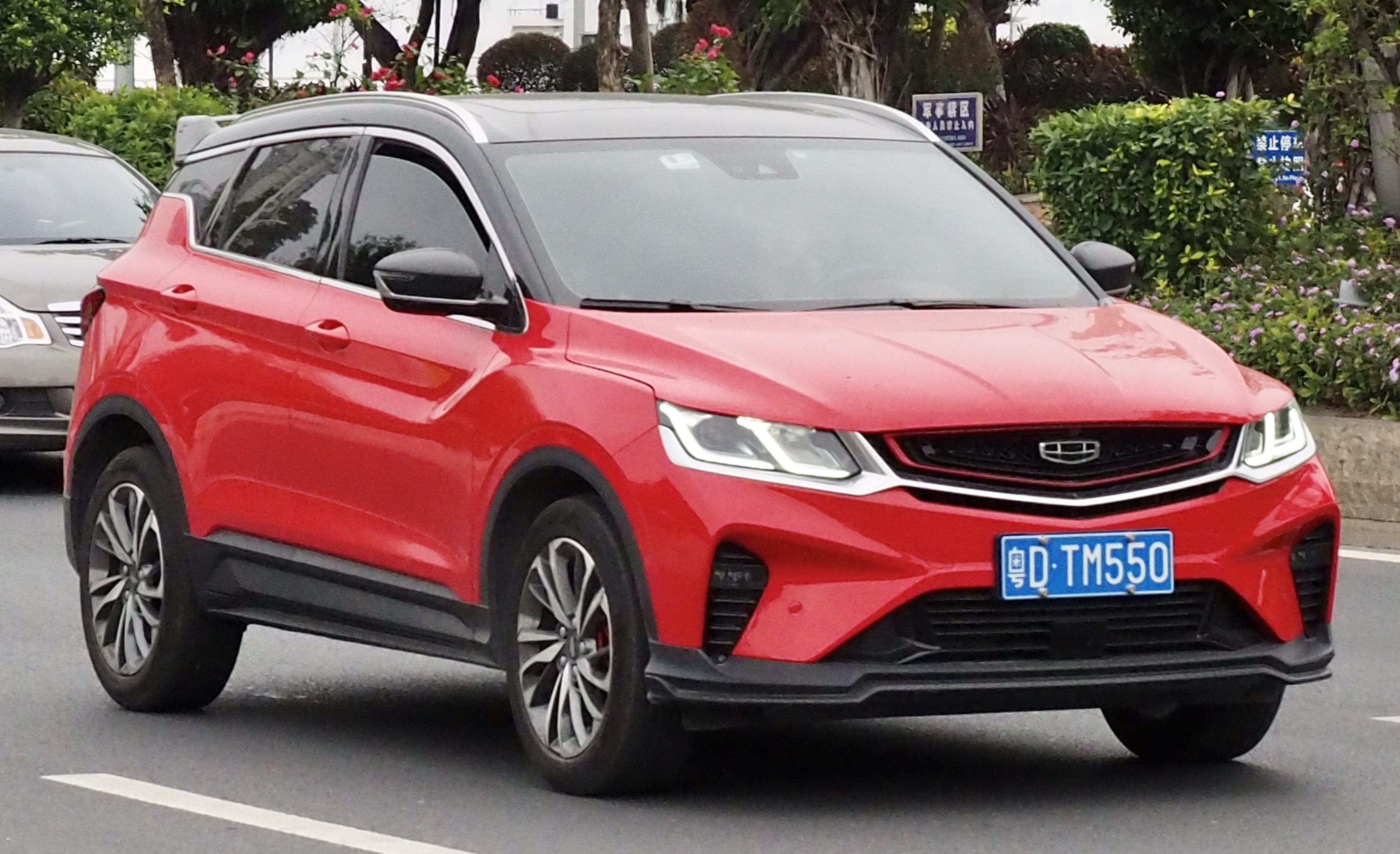
Geely Binyue
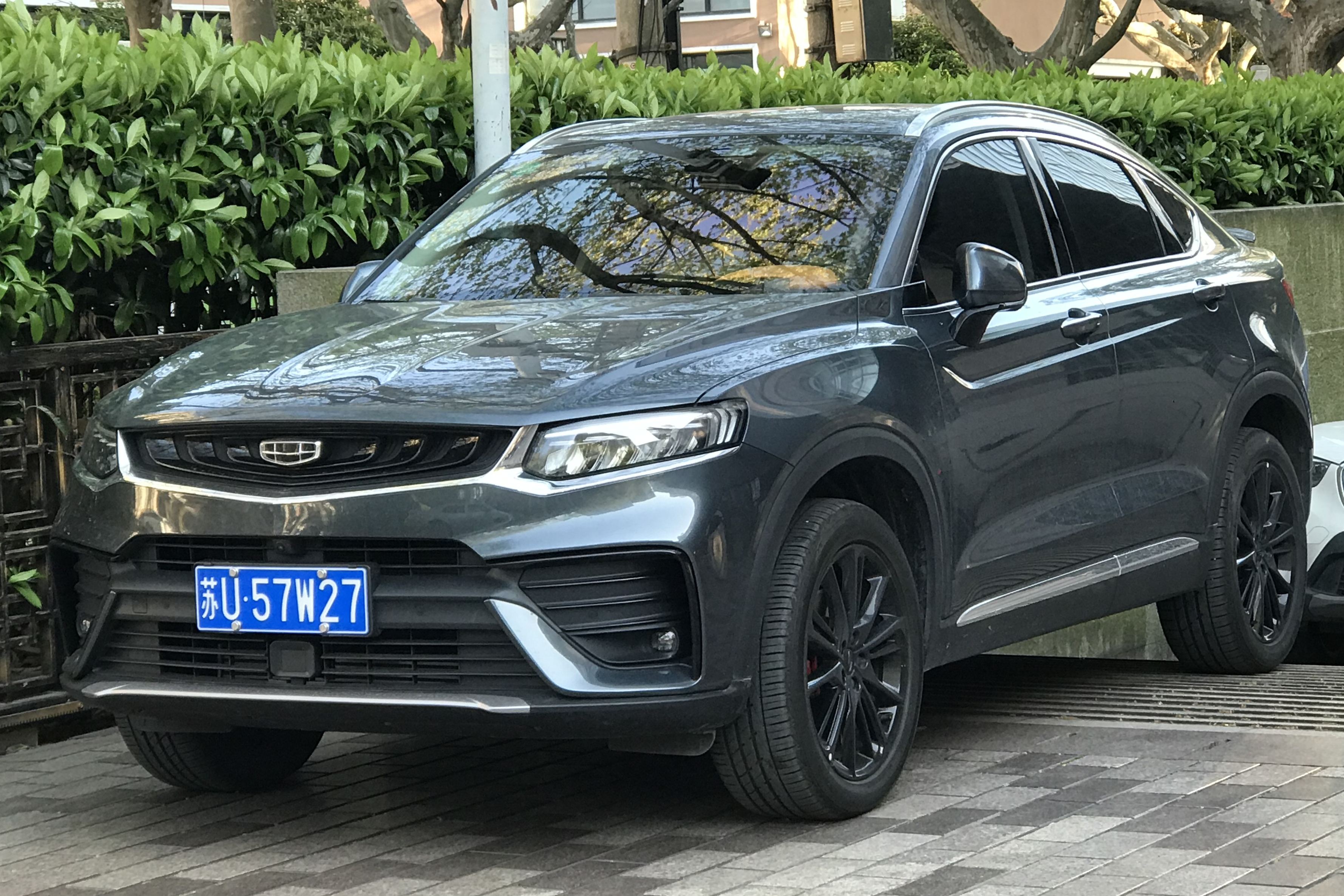
Geely Xingyue
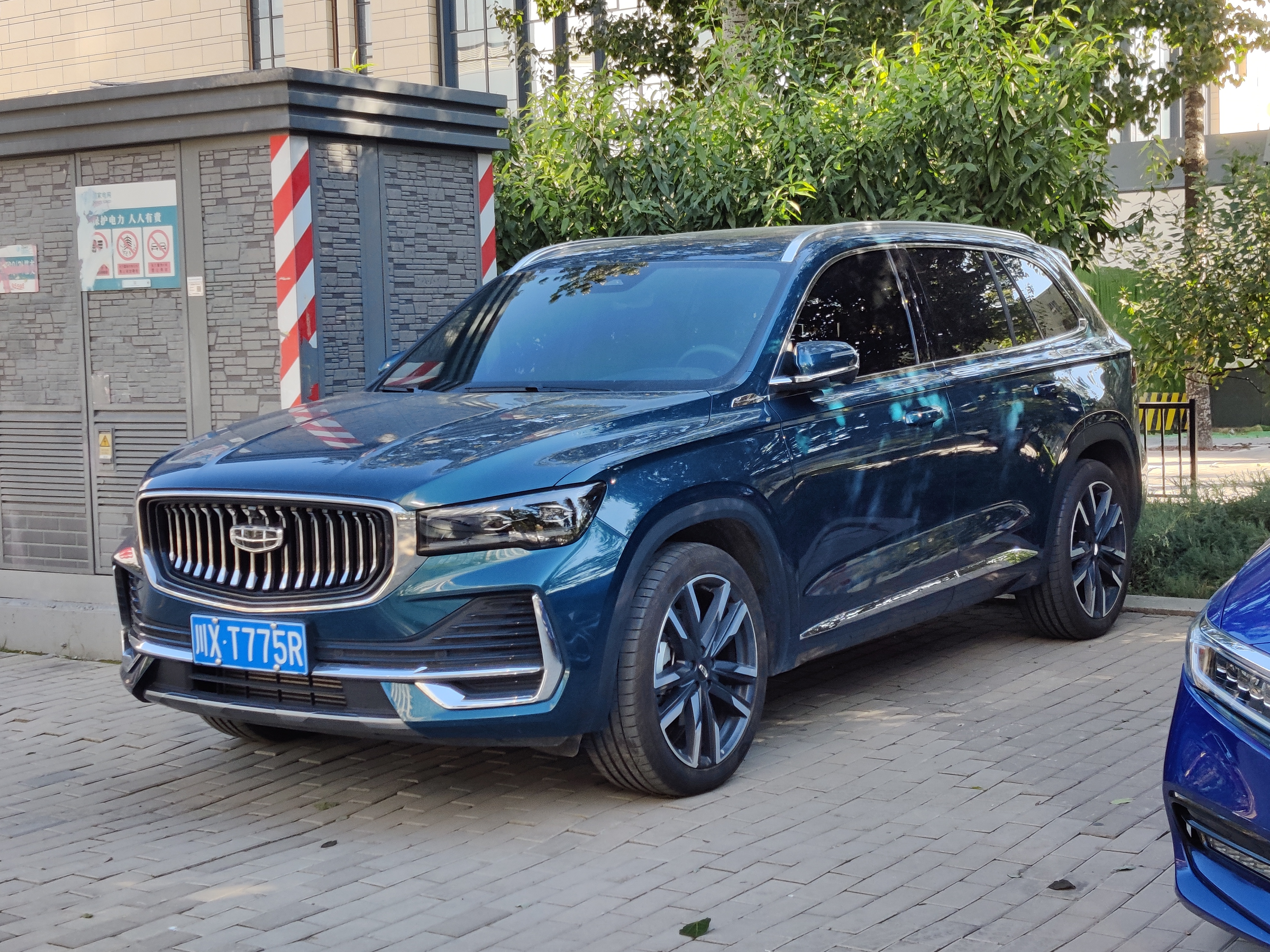
Geely Xingyue L
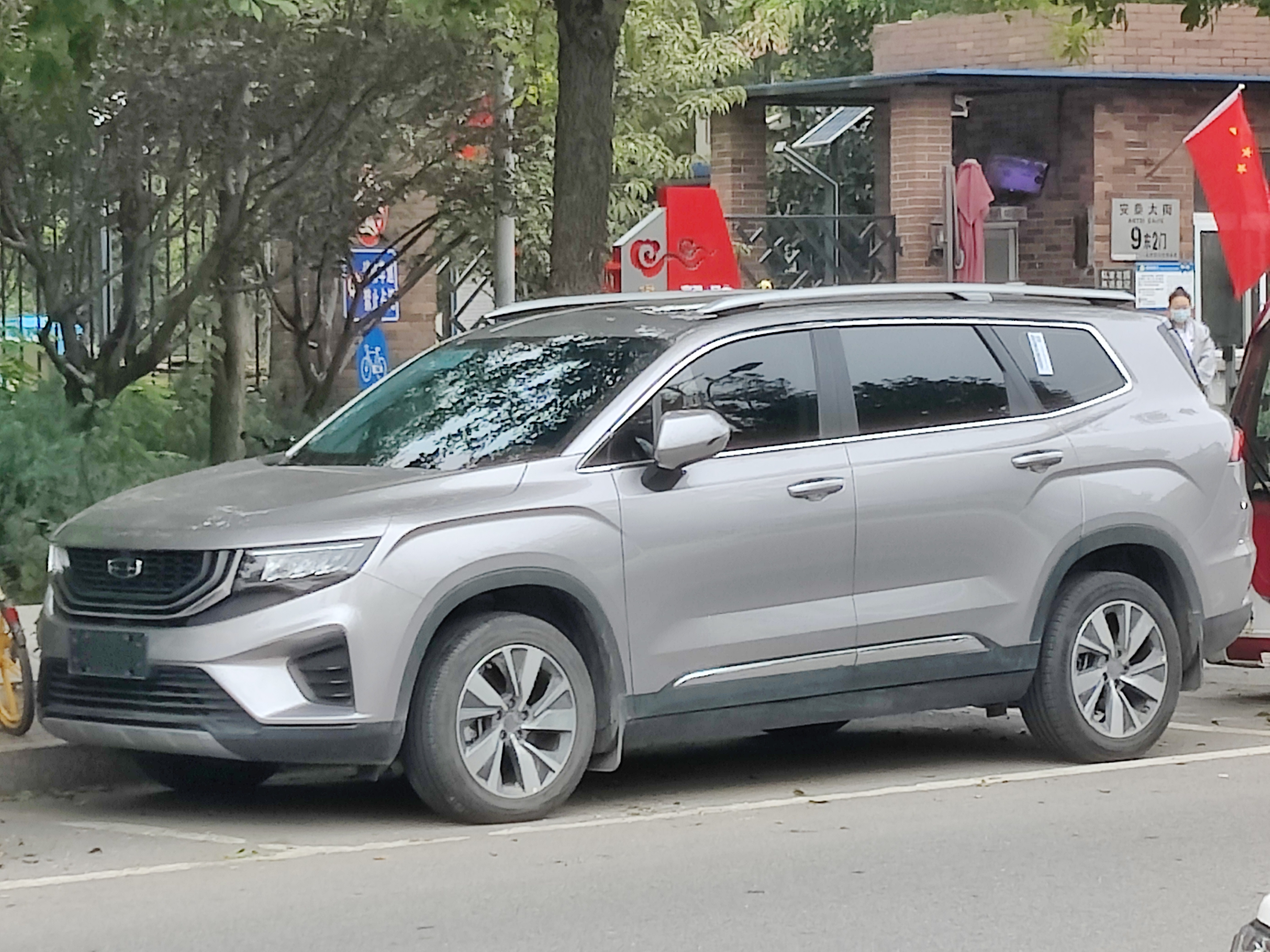
Geely Haoyue
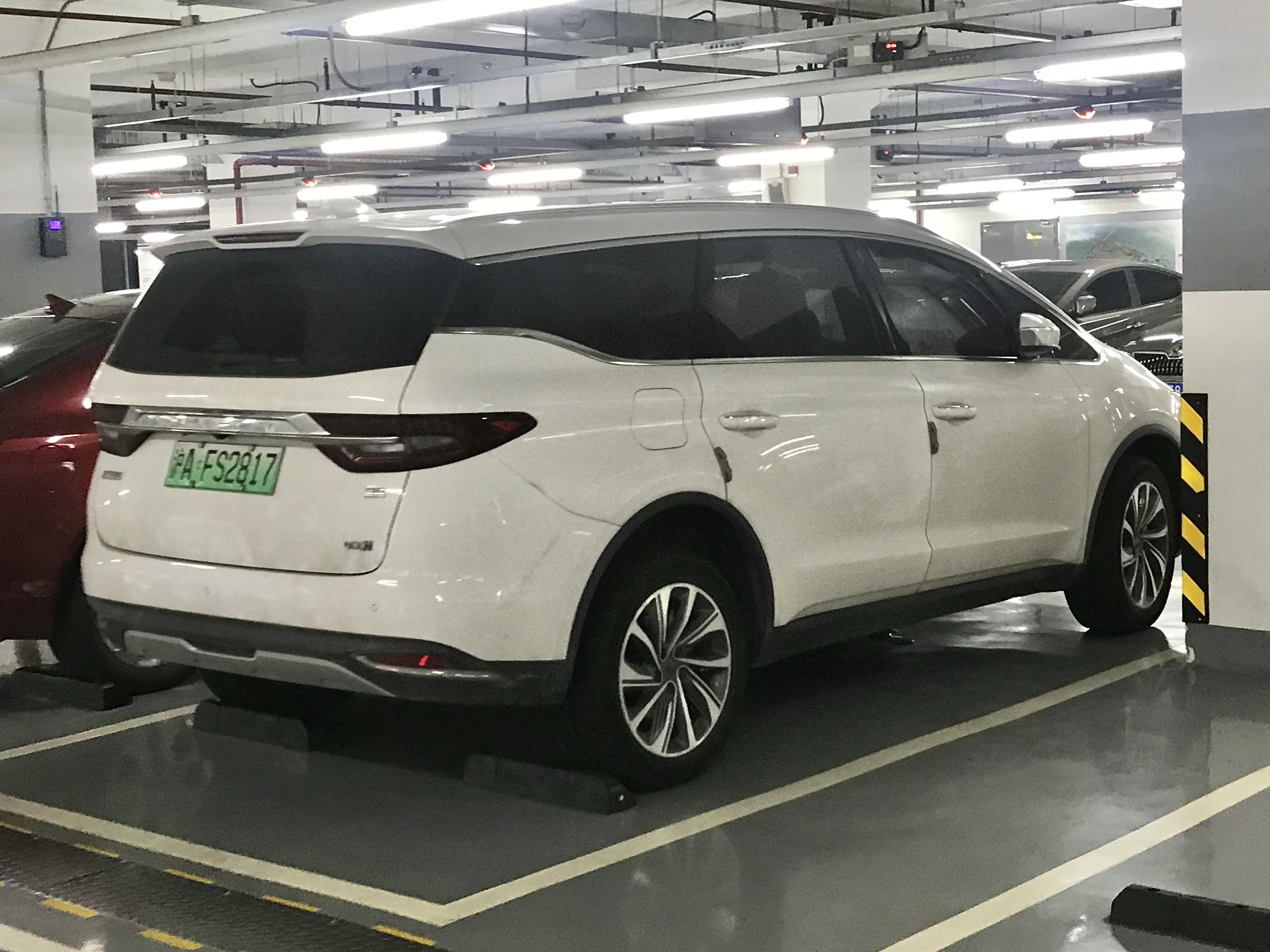
Geely Jiaji
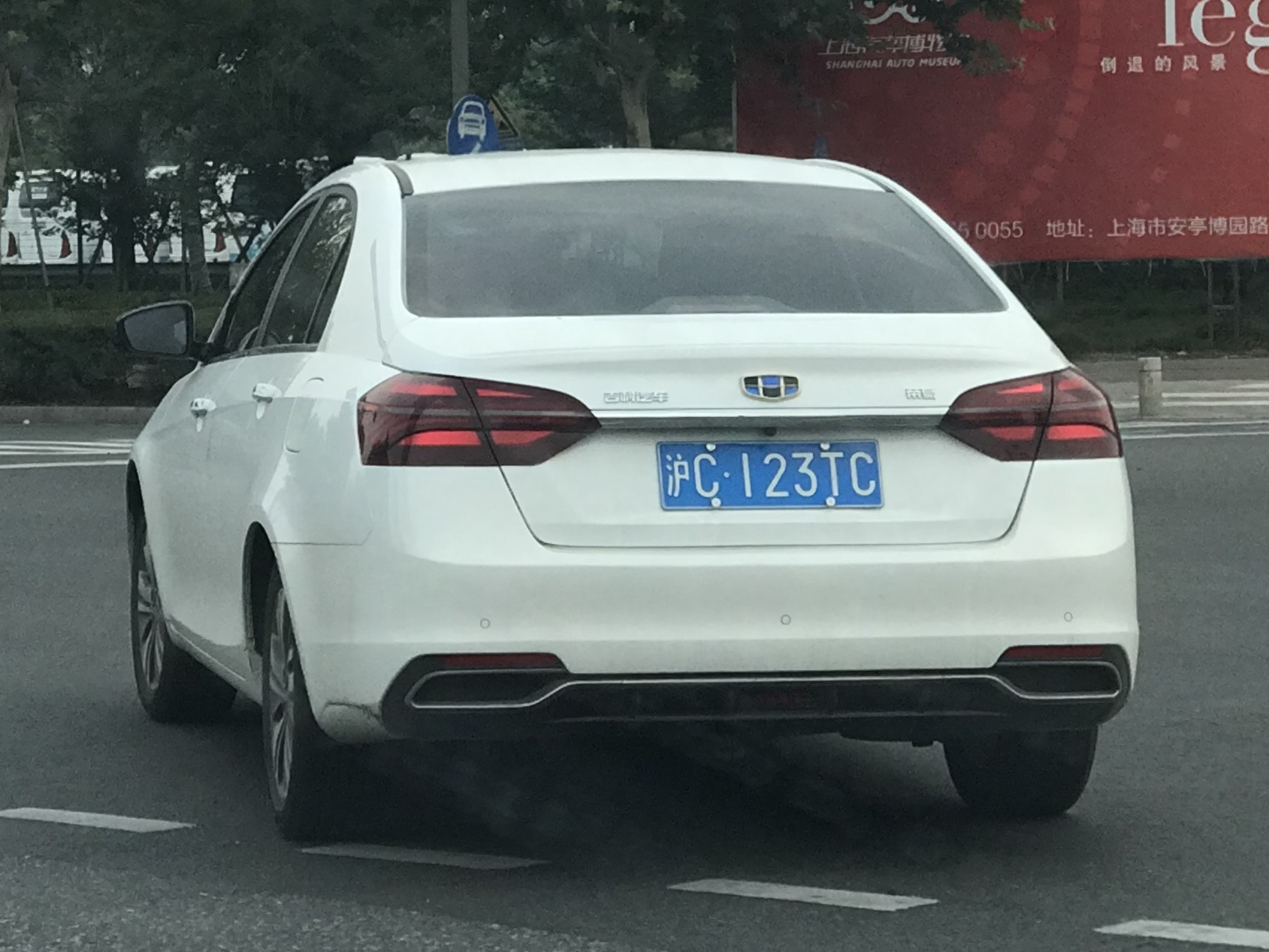
Geely Emgrand sedan
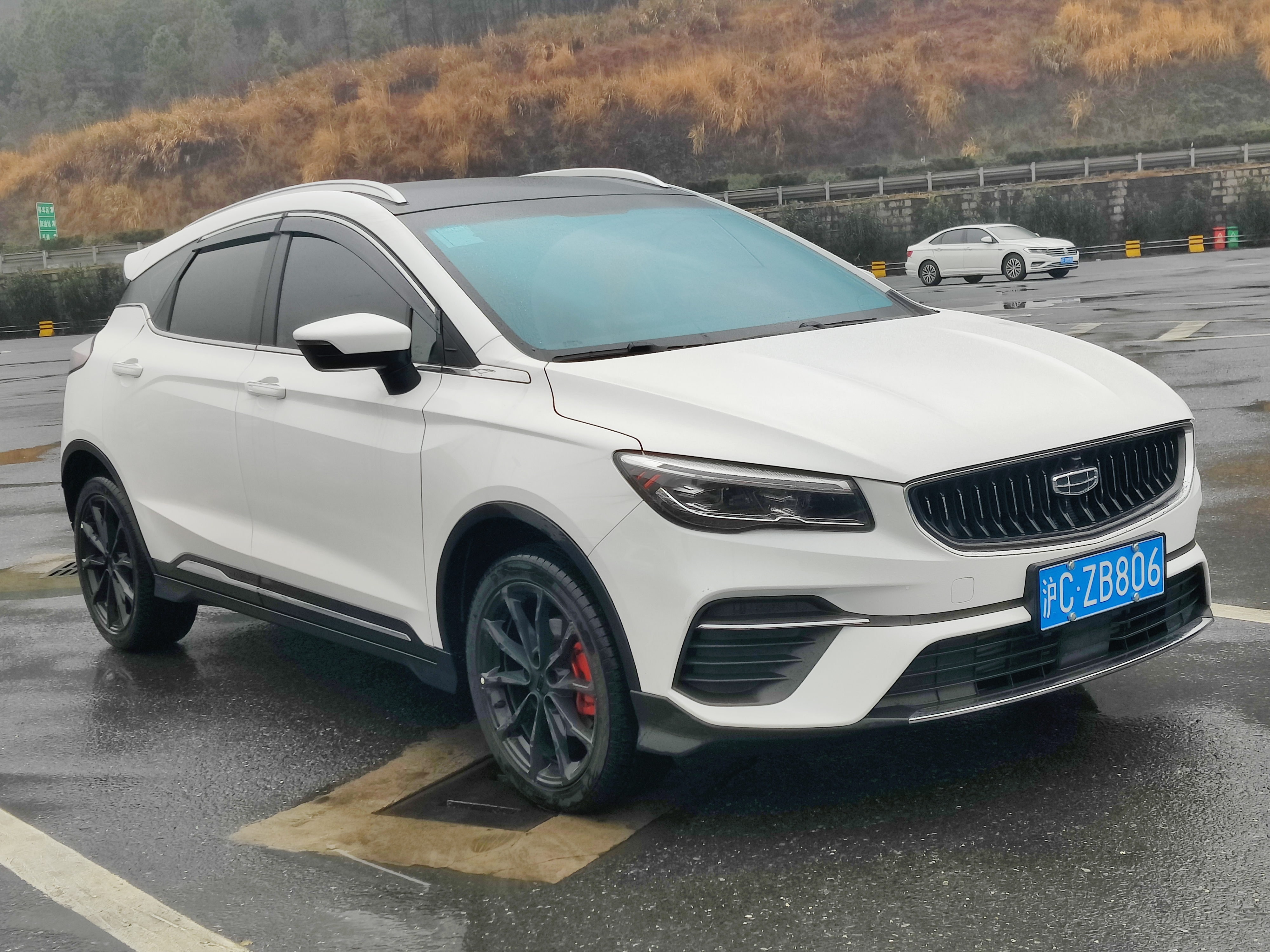
Geely Emgrand S
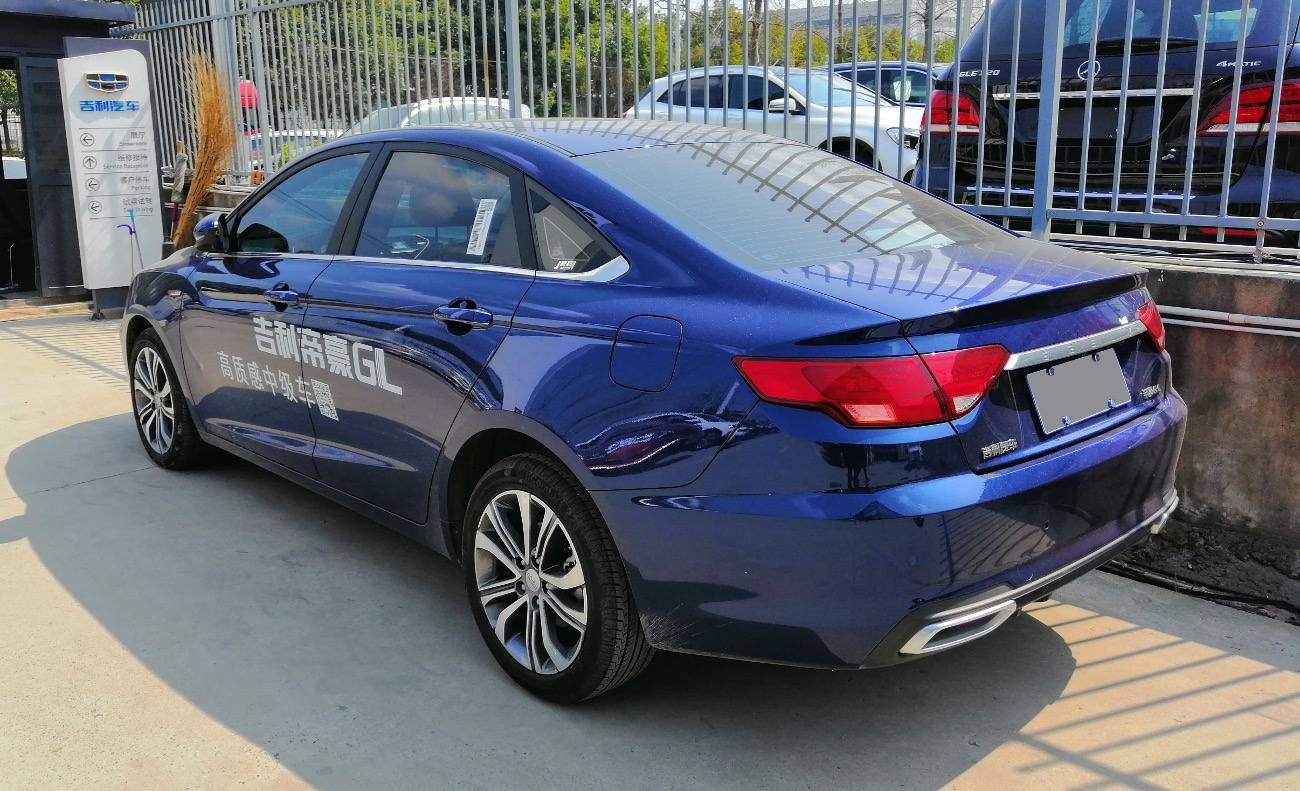
Geely Emgrand GL
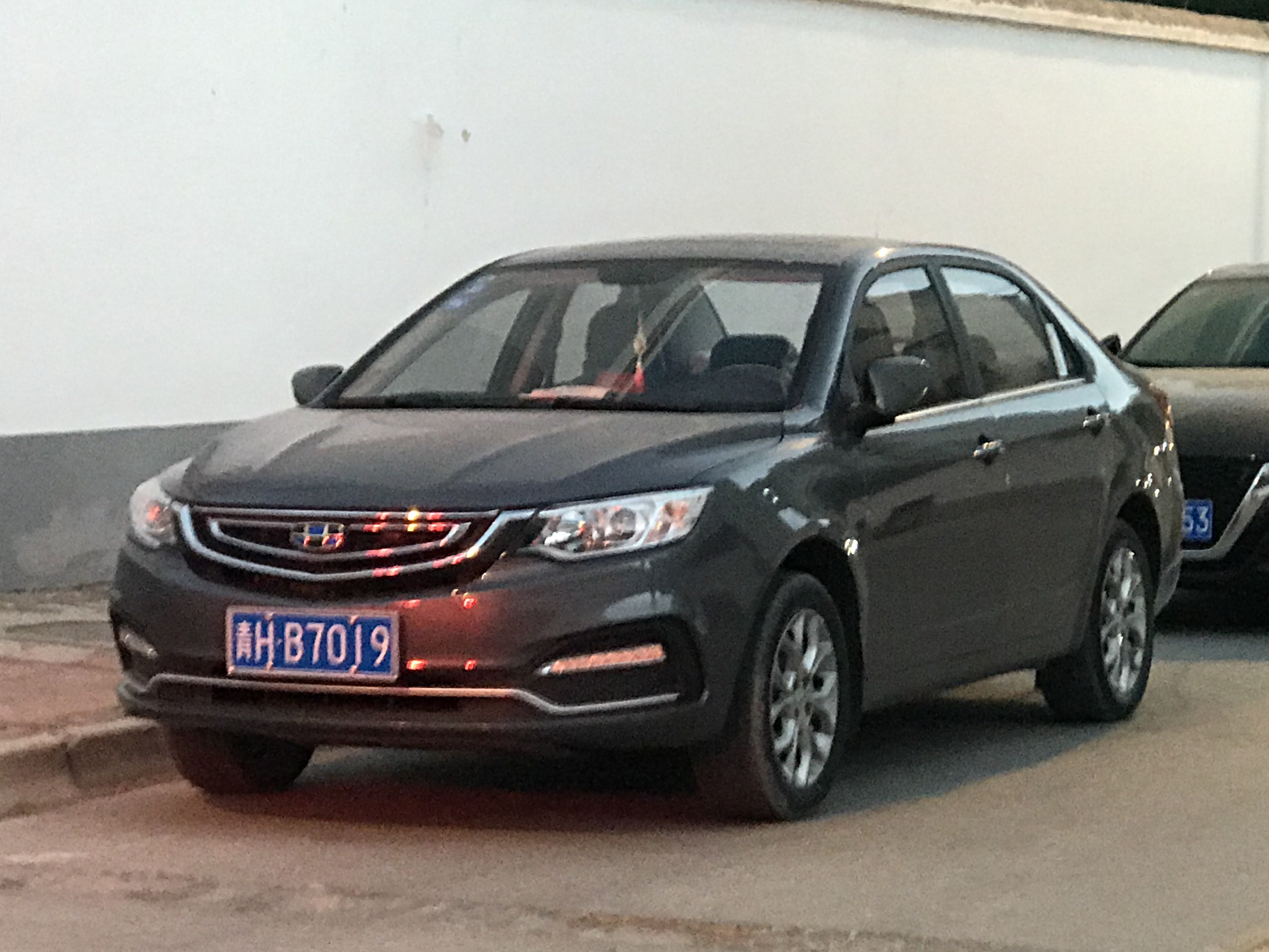
Geely Yuanjing sedan
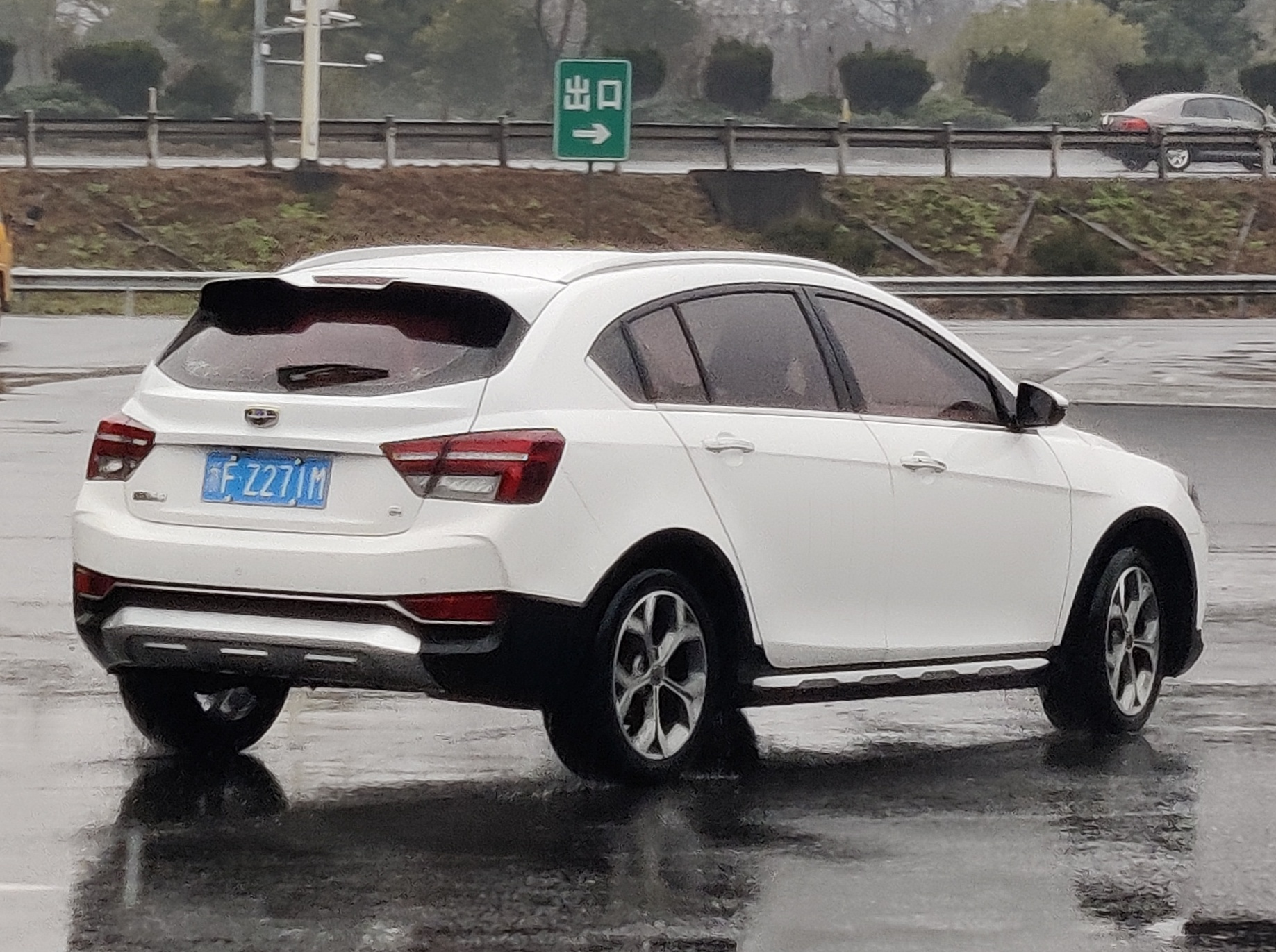
Geely Yuanjing S1
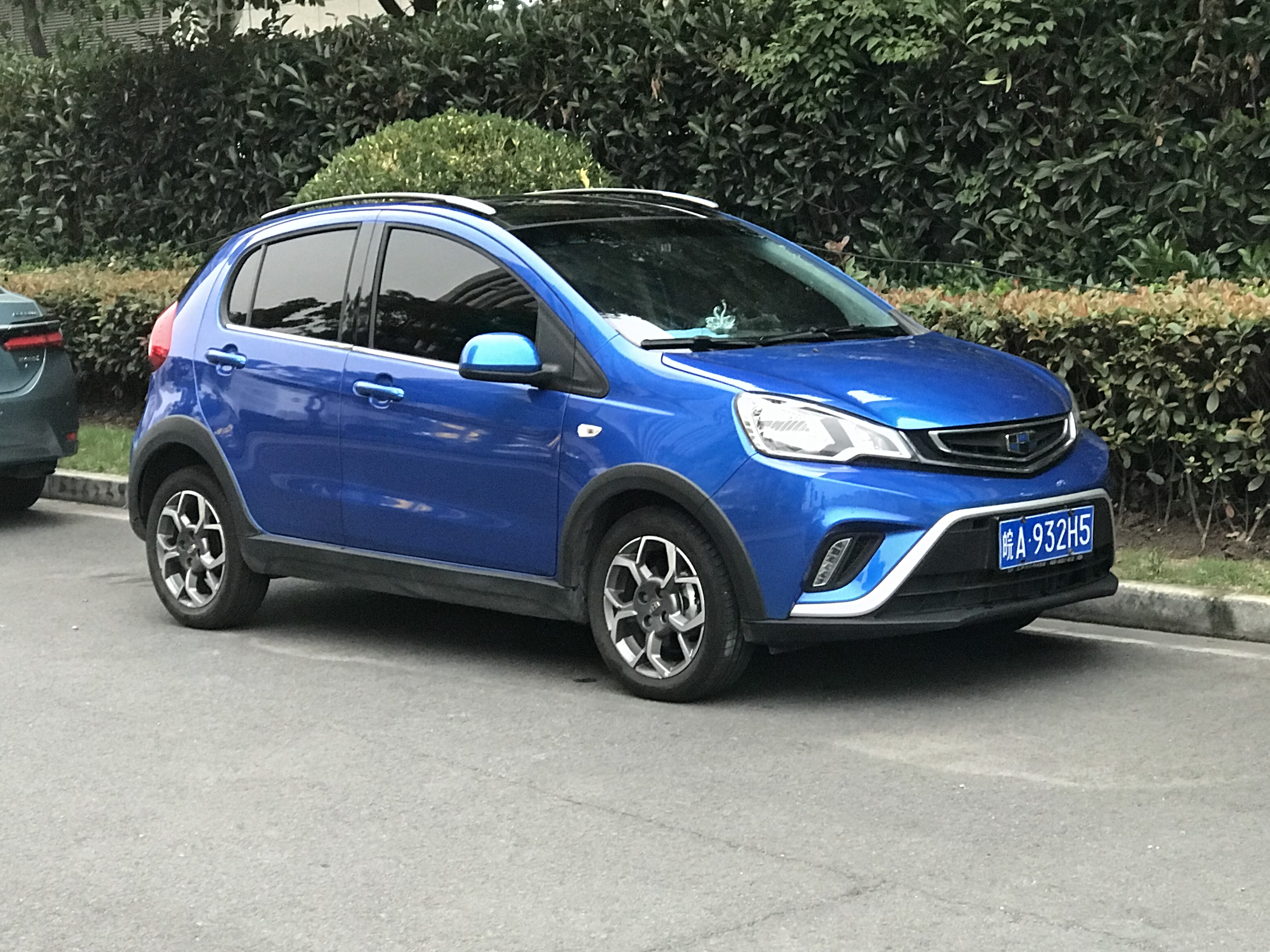
Geely Yuanjing X1
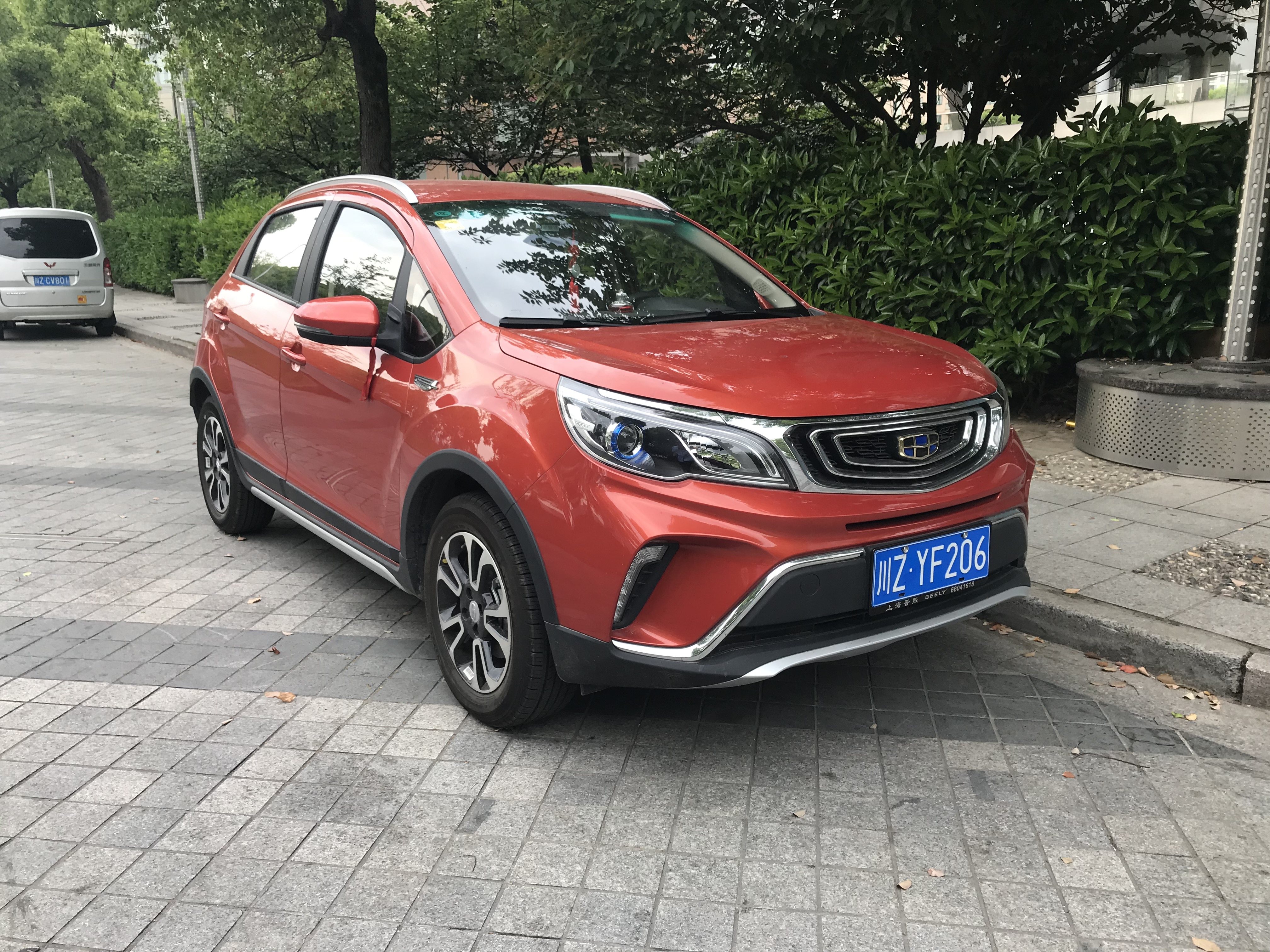
Geely Yuanjing X3
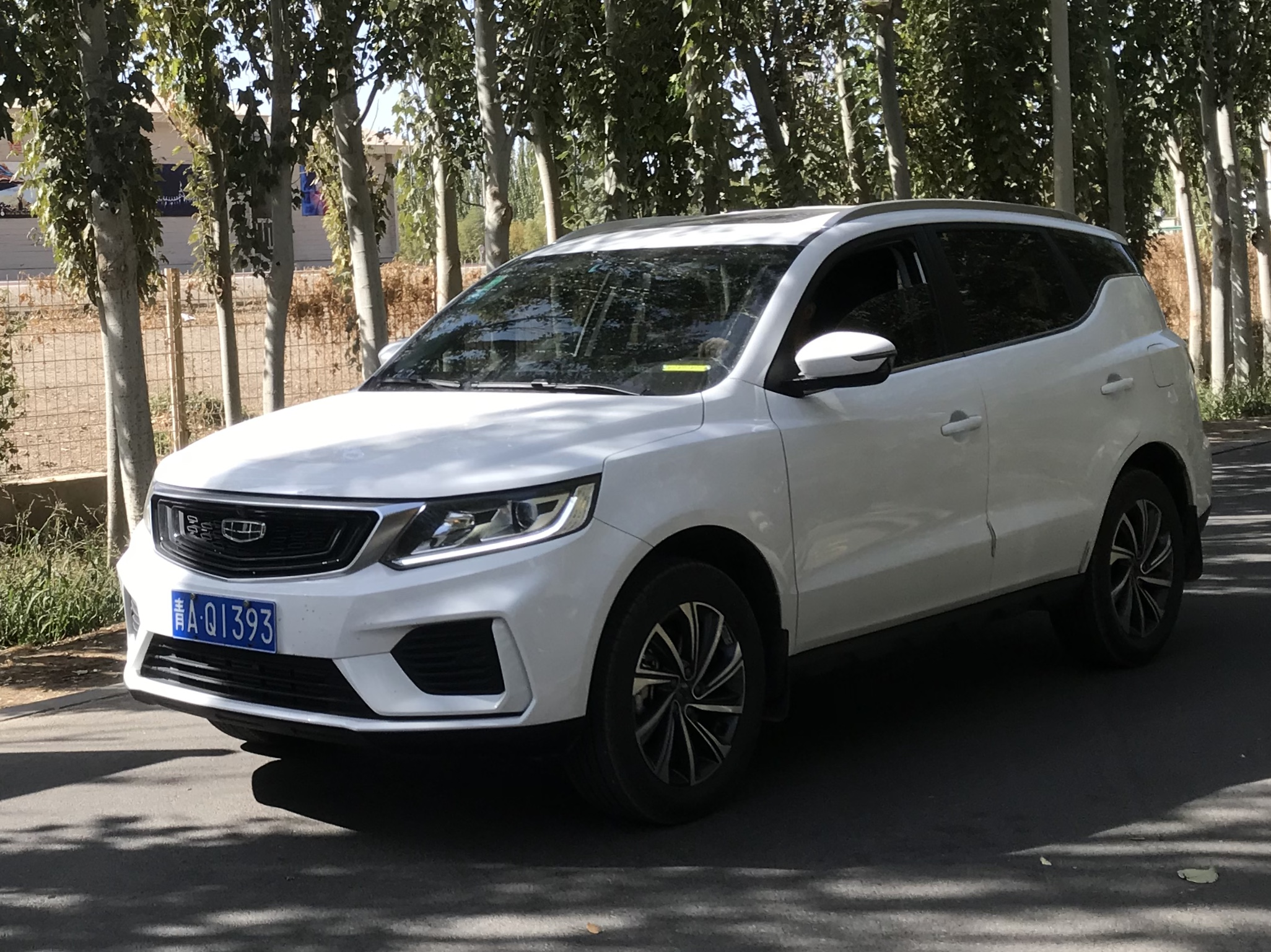
Geely Yuanjing X6